# Кунча
Ку́нча (пол. Kuncza) — село в Україні,  у Теофіпольській селищній громаді Хмельницького району Хмельницької області. Населення становить 797 осіб. До 2020 орган місцевого самоврядування — Кунчанська сільська рада.
За радянських часів поблизу села розміщувався аеродром, на якому зупинялись так звані кукурудзники, квитки на які можна було придбати на теофіпольській автостанції. Цей аеродром був точкою зв'язку смт Теофіполя з містом Хмельницьким.
Кунча — село, з березня 1991 і до 2020 року центр сільської ради.  До 1991 підпорядковувалося Теофіпольській селищній раді. Розташоване поблизу Теофіполя на лівому горбистому березі річки Норець, притоки Полкви. Населення — 495 осіб.

## Історія

### Річ Посполита і Гетьманщина
В історичних документах вперше згадується 1570 року під назвою Кручевіце як маєток Андрія Чолганського. Село в цей час належало до Ляховецького поміщицького ключа Кременецького повіту.
1583 року поміщик Андрій Чолганський платив податок з Кунченіч (так названо село у цьому документі) за 24 дими, 5 городників, 9 комірників, 1 ремісника, а поміщик Горайський платив з частини села за 11 димів і 5 городників. Отже, як свідчать історичні документи, Кунча у 80-х роках XVI століття уже була великим поселенням. В ній проживало 55 сімей і понад 330 осіб. Назва, якщо судити з початкової назви Кручевіце, мабуть, походить від круч, крутих горбів, біля яких розташоване село, або ж, як твердить топонімік С. Д. Бабишин, від лісової куниці. 
25 червня 1624 року Андрій Чолганський села Камень (Теофіполь), Новоставці, Кунчу, Карабіївку і Теремне продав за 107 тисяч злотих П. — К. Сенюті.
У 1633 році П. Сенюта платив податки до королівської казни з с. Кунчі з 15 димів по 15 грошів, з 8 посадників по 8 грошів, з 3-х комірників по 4 гроші, від одного ремісника 8 грошів, з 2-х бояр 2 злотих.
У Сенюти Кунчу орендував Адам Вільга. В останній чверті XVII і першій половині XVIII століття село було власністю князів Яблоновських, пізніше належало князям Сапєгам. З 1797 року належало до Теофіпольської волості. 1795 року в селі проживало 106 родин.

### Російська імперія
Внаслідок Поділів Речі Посполитої Кунча в 1793 році опиняється в складі Російської Імперії.
У 1827 році в Кунчі було 309 душ підданих чоловічої статі. Прибутки від ґрунтів, корчми і млина за рік становили 13580 злотих.
1831 року за участь князя Л. Сапєги у польському визвольному повстанні його кунчанський маєток конфіскували у казну, а селян перевели у розряд державних. Крім обробітку землі та інших повинностей, вони змушені були платити великий особистий оброк, громадський збір і оброк за користування землею.
У 1832 році в Кунчі налічувалося 16 заможних селян, які мали по 3-6 коней і 2-4 воли. Кілька селян мали по 8-9 коней.
Під час епідемії холери і голоду 1830—1832 років княгиня Ганна Сапєга підданим селянам Кунчі надавала допомогу насінням для посіву, а також видавала жито, пшеницю, гречку і горох на харчування.
Після смерті Теофілії Сапєги Кунчу було передано у користування її невістці Ганні Сапєзі, з графів Замойських, а та для погашення боргів продала її своєму братові графу Івану Замойському, який вступив у володіння маєтком села Кунча в 1838 році.
Із введенням у 1848 році в селі Кунчі інвентарних правил, становище селян не покращилось, бо поміщики допускали порушення цих правил.
Після реформи 1861 року кунчанські селяни тривалий час домагалися землі. Лише 1874 року, через 13 років після реформи, вони одержали від держави за викуп 1458 десятин землі. За неї змушені були платити державі щорічно 1879 карбованців 77 копійок.
193 десятини купив у держави дійсний статський радник Іван Плачковський. 73 десятини належало церкві. Значна частина землі потрапила до рук заможних селян, які мали по 15-20 десятин. У селі було 16 таких господарств. Селянська біднота мала невеликі земельні наділи і одержувала на них мізерні врожаї — 40-50 пудів з десятини. Багато селян голодувало, через що їм доводилося йти у найми до поміщика і заможних селян.
Частина селян працювала у місцевій каменоломні, добуваючи камінь вручну і перевозячи його підводами. У селі було розвинуто ткацтво. Наприкінці XIX ст. в Кунчі жило 22 ткачі. Тут працювало два водяних млини: один належав поміщику, другий — заможному селянину.
Із своїх невеликих заробітків селяни жертвували на будівництво храмів. За їх кошти в 1761 році було побудовано Свято-Димитрівську церкву, а окремо від церкви — кам'яну дзвіницю у три поверхи, на якій було встановлено 7 дзвонів. У 1862 році селяни Кунчі Парфен Федорук і Михайло Дзюб'юк за власні кошти побудували дерев'яну каплицю на кладовищі. Селяни побудували житлові і господарські будівлі для священика і псаломника. Понад 190 років у Кунчанській парафії священиками була династія Кващевських.
1860 року в Кунчі відкрито церковнопарафіяльну школу, яка утримувалася на кошти селян. Щорічно за навчання дітей селяни платили 120 карбованців. 1894 року в школі вчилося 50 хлопчиків і 5 дівчаток.
Навчання дітей в церковноприходській школі починалося з 2 жовтня і продовжувалося до 1 травня. Навчання не проводилось у різдвяні та пасхальні свята і в Масляну. В 1860–1886 роках вчителями були грамотні селяни. З 1886 по 1891 рік дітей навчала учителька Ганна Міхалевич, яка закінчила курс Житомирського жіночого духовного училища, у 1892 році — Флор Веселовський, а після нього — Максим Гутовський. Він закінчив Волинську духовну семінарію.
Станом на 1886 рік в колишньому державному селі Теофіпольської волості Старокостянтинівського повіту Волинської губернії мешкало 925 осіб, налічувалось 183 дворових господарства, існував постоялий будинок, школа, 2 постоялих будинки й водяний млин.
За переписом 1897 року кількість мешканців зросла до 1288 осіб (620 чоловічої статі та 668 — жіночої), з яких 1276 — православної віри.
У XIX столітті в Кунчі значно зросла кількість населення. Якщо на початку століття в селі було 470 осіб, то в кінці (1894 р.) — 1391, а 1910 року — 1493 жителі.
Під час Першої світової війни майже половину працездатних чоловіків мобілізували на фронт, а тих, хто залишився, залучали до будівництва інженерно-оборонних споруд та окопів. Занепало сільське господарство, торгівля, значно погіршилося життя людей. Серед населення наростало незадоволення війною і царською владою.

### Українська революція
Урядовий переворот в 1917 році в Петрограді сприяв демократичній революції, що відбулася в Україні, під час якої було проголошено Українську Народну Республіку (УНР). Були створені органи влади УНР на місцях.
7 (20) листопада 1917 року, відповідно до.Третього Універсалу Української Центральної Ради, увійшло до складу Української Народної Республіки.
Рада Народних Комісарів Росії 4 грудня 1917 року визнала УНР. Але уже через місяць на Україну було направлено російські війська під командуванням В. Антонова-Овсієнка для окупації України. Три роки точилася жорстока війна. Центральна Рада змушена була звернутися до Німеччини по військову допомогу.
У 1918 році німецькі війська вступили в Україну і витіснили російські більшовицькі війська, але через революцію в Німеччині не змогли захистити УНР від російсько-більшовицької навали.

### Перша радянська окупація (1920—1941)
З вересня 1919 року по липень 1920 року Кунча була під владою польських окупантів, а в листопаді 1920 року село захопили російські більшовицькі війська і встановили тут радянську владу.
Того ж року в селі обрали сільську раду, комнезам. Головою сільради було обрано Маркіяна Репецького, а головою комнезаму — Трохима Білогребеня. Під їх керівництвом проведено розподіл серед бідніших селян поміщицької і церковної землі. Надавалася допомога жителям села у відродженні селянських господарств. Весною 1921 року Теофіпольський волосний земельний відділ виділив біднішим селянам для сівби 117 пудів ячменю, 65 пудів вівса, 16 пудів гречки і 3 пуди проса. Проте селянські господарства збирали низькі врожаї. Так, за статистичними даними, у 1929 році в середньому селяни зібрали з кожної десятини 63 пуди жита, 67 пудів озимої пшениці, 58 пудів ячменю, 60 пудів вівса, 45 пудів гречки, 70 пудів проса.
Разом з сільським господарством розвивалися в селі кустарні промисли. Став працювати водяний млин. У селі 1925 року жило 11 кустарів-ремісників — ковалі, кравці і шевці, 1929 року їх налічувалось 25 осіб.
Наприкінці 1920 року в Кунчі відкрито чотирирічну трудову школу. 1924 року в ній навчалося 104 учні, учителями працювали В. Гутовський і Т. Друцька. За школою було закріплено 10 десятин поля.
За даними обстеження, 1924 року в селі нараховувалось 769 осіб неписьменних віком 18-40 років. Для ліквідації неписьменності 6 жовтня 1924 року відкрито лікпункт, який відвідувало 65 селян. Поступово неписьменність було ліквідовано.
1928 року держава виділила школі 1167 карбованців.
З 5 липня 1924 року в Кунчі почала працювати хата-читальня. При ній був зал на 150 місць, де регулярно ставилися вистави. При хаті-читальні діяла бібліотека.
Кунчанська сільська рада належала до Теофіпольської волості Старокостянтинівського повіту Волинської губернії, а з березня 1923 року — до Теофіпольського району Шепетівського округу. Після ліквідації округів — до Вінницької області, з 1937 року — до Кам'янець-Подільської.
1923 року в Кунчі налічувалося 319 дворів, у яких проживав 1391 осіб. У 1925 році в селі було 1592 осіб, з яких 1268 середняків і 320 незаможників.
За рішенням комуністичної партії в селі почали створювати колгосп. На початку 1930 року до нього вступило 27 найбідніших селянських сімей. Вони назвали артіль іменем газети «Правда». Господарство мало лише 13 коней. Організаторами колгоспу були сільські активісти П. Делікатний, Г. Козачук, Д. Шевчук.
Колективізація, запланована Сталіним, проходила важко. Заможніші селяни чинили опір. 28 лютого 1930 року вони розгромили колгоспну канцелярію, вимагали розпуску колгоспу, а потім побили районного землеміра, який прибув у село.
1 березня 12 призвідників заколоту було заарештовано. Того ж дня жінки арештованих зібрали натовп до 400 осіб, озброєних палицями, і вирушили в район звільняти арештованих. На околиці села Тороканівки (нині вул. Котовського смт Теофіполя) силами міліції і партактиву натовп зупинили і почали розганяти.
Піднялися на виступ в основному бідняки і середняки, переважно жінки. Керували виступом селян: Грод Василь, Іванюк Микола, Стрихарський Єврахій, Семенюк Петро, Коломійчук Ганна.
Станом на 1 березня 1930 року в Кунчі було колективізовано 212 господарств, усуспільнено 939 гектарів землі, 1245 центнерів насіння. Під час землевпорядкування з колгоспу виключили 2 лишенці і 13 експертників та «соціально-ворожих» елементів. Після волинки станом на 14 березня 1930 року в колгоспі залишилось всього 27 господарств і 13 коней.
Однак, селян залякували тим, що хто не вступив у колгосп — той ворог колгоспного ладу, і йому не місце в селі. Ті, хто вийшов з колгоспу, поступово почали повертатися назад. Станом на 1 березня 1933 року із 337 господарств вступили до колгоспу 154, що становило 45 відсотків. На цей час було усуспільнено 50 % землі, 35 % коней. Головою колгоспу тоді був Чорний.
До тих, хто не бажав вступати до колгоспу, застосовувалися репресії.
У 30-ті роки знущання проводились над релігійними громадами, священиками. Станом на 1 січня 1929 року до складу релігійної громади Свято-Димитрівської церкви села Кунча входило 800 осіб, із них 345 чоловіків і 455 жінок. Серед них було неписьменних 458, з нижчою освітою 341 і один із середньою. За майновим станом 505 селян були незаможники, 248 — середняки, 47 — заможні і 7 власників. Головою правління релігійної громади був Сафоновський Т. У., секретарем — Якимчук О. В., священиком — Кващевський Діодор Аристархович.
У січні 1930 року церкву в селі Кунча спочатку закрили і використовували як склад для зерна, а пізніше зруйнували. Священика Грода Івана Никифоровича, 1889 року народження, 26 липня 1932 року заарештували. Звинувачувався він за проведення широкої релігійної і антирадянської пропаганди, спрямованої на зрив колгоспного будівництва. Рішенням особливої наради при колегії ДПУ УРСР від 5 грудня 1932 року був висланий у Північний край на три роки. В Кунчу більше не повернувся.
Поки колгосп ставав на ноги, селяни переживали великі труднощі, було багато ручної праці, невчасно проводились посівні і збиральні роботи, досить високі доводились плани хлібозаготівлі, низькою була оплата праці, люди голодували.
Під час радянського голодового геноциду 1932—1933 років із колгоспу, господарств одноосібників було майже повністю забрано в держпоставку хліб, картоплю, інші продукти. Люди дуже бідували, з голоду опухали і помирали, від виснаження гинули діти. Голодомор у 1933 році не скінчився, він мав місце і в 1935 році, архівні документи підтверджують, що весною в селі Кунча голодувало 47 сімей. Сім'я колгоспника Степана Борболюка з восьми осіб опухла. У Данила Борболюка, який у колгоспі з 1929 року, усі четверо членів сім'ї опухли. В Якова Чорномора від голоду померла дружина.
Урядом створювались МТС, курси по підготовці кадрів, запроваджувався досвід кращої організації праці, створювались постійні рільничі бригади і ланки.
Поступово колгосп міцнів і розвивався. Особливо відзначалася в роботі третя рільнича бригада, яку очолював П. Таранчук. Вона першою в колгоспі завершувала оранку, сівбу та інші сільськогосподарські роботи. Члени цієї бригади К. Баранюк, С. Коломоєць, Л. Таранчук виконували норми виробітку на оранці й сівбі на 120—150 відсотків, забезпечуючи високу якість.
Значну допомогу колгоспу подавала МТС. На поля вийшли трактори і комбайни. Першими трактористами на селі стали Ганна Меркулова і Ганна Осадчук.
Завдяки наполегливій праці колгоспників у господарстві підвищувалася врожайність зернових і технічних культур. 1940 року колгосп одержав з гектара 14 центнерів зернових.
В колгоспі були побудовані конюшні, тваринницькі приміщення, зерносклади, розвивались ферми. На 1 січня 1941 року у колгоспі «Правда» нараховувалося 1244 гектари землі, 114 голів великої рогатої худоби, у тому числі 29 корів, 190 свиней, 169 овець, 292 коней.
1938 року в Кунчі відкрилася неповна середня школа. В 1939/40 навчальному році у ній було 5 класів, навчалося 180 учнів, працювало 5 учителів. У селі діяли дитячі ясла. 1936 року тут збудували сільський клуб на 300 місць. При ньому добре працювали гуртки художньої самодіяльності.

### Німецька окупація (1941—1944)
Німці захопили Кунчу 5 липня 1941 року. Гітлерівці закатували селян Кузьму Станчука і Тимка Таранчука, пограбували колгосп, а худобу і хліб вивезли до Німеччини, забрали 35 корів, багато свиней і птиці у населення, зруйнували млин.
Майже всю молодь села — 125 осіб — німці вивезли на каторжні роботи до Німеччини, з них 14 чоловік не повернулися додому, загинули в неволі.
Під час німецької окупації діти не навчалися, бо гітлерівці закрили школу і розмістили в ній коней. За період окупації німці нанесли шкоди колгоспу «Правда» на 8641,2 тисячі карбованців, школі — на 30 тисяч, споживчій кооперації — на 18,4 тисячі карбованців.
5 березня 1944 року 70-а гвардійська механізована бригада 9-го гвардійського мехкорпусу 3-ї гвардійської танкової армії захопила Кунчу. В селі було відновлено жорстокий радянський режим. До Червоної армії було примусово мобілізовано всіх чоловіків призовного віку. 138 мешканців Кунчі загинули під час війни воюючи на стороні СРСР.

### Друга радянська окупація (1944—1991)
Ще йшли бої, а колгоспники взялися відроджувати господарство. Земля була виснажена, заросла бур'янами. 1945 року зібрано дуже низький урожай — 4,2 центнера зернових, 16,5 центнера картоплі, 20 центнерів овочів з гектара. Відновлювалися тваринницькі ферми. 1945 року колгосп мав 58 голів великої рогатої худоби, 18 свиней, 46 овець, 102 коней і 89 голів птиці.
Через п'ять років з багатьох показників перевершено довоєнний рівень. Так, на 1 січня 1951 року в колгоспі нараховувалося 326 голів великої рогатої худоби, 105 корів, 332 свиней, 188 овець, 138 коней і 1020 голів птиці. Того ж року зібрано 10,6 центнера зернових, 246, 7 центнера цукрових буряків, 45 центнерів картоплі і 70 центнерів овочів з гектара.
У жовтні 1950 року до колгоспу «Правда» приєднався дмитрівський колгосп «Червона перемога», а 1960 року укрупнене господарство об'єдналося з колгоспом імені Щорса (Теофіполь). З того часу в Кунчі розміщувалася комплексна бригада і молочнотоварна ферма.
У післявоєнний період в селі повністю перебудовано тваринницькі та інші господарські приміщення. 16 грудня 1950 року вступила до ляду теплова електростанція. Електричне світло одержали школа, клуб, бібліотека, тваринницькі фірми і багато хат колгоспників. У 1968 році збудовано двоповерхову школу на 192 учні. Жителі звели понад 200 нових цегляних житлових будинків. До села прокладено асфальтну дорогу, заасфальтовано територію молочнотоварної ферми, зерноочисний двір. Всі роботи у колгоспі проводилися механізовано.
Кунчанські колгоспники впрошувати високі врожаї зернових і технічних культур, зокрема 40-45 центнерів озимої пшениці. 350—400 центнерів цукрових буряків і 140—160 центнерів картоплі.
В селі виросли справжні майстри виробництва. Односельчани гордяться передовиками сільського господарства — комбайнером А. А. Грициком, нагородженим орденами Жовтневої Революції і «Знак Пошани», трактористом СІ. Дзюб'юком, І. Ф. Болтуновим, нагородженими орденом Трудового Червоного Прапора, трактористами В. І. Коломоіщем і В. І. Мартшиоком, нагородженими орденами «Знак Пошани» і Трудової Слави III ступеня, дояркою Є. М. Іванюк, нагородженою орденом «Знак Пошани».
Майстром своєї справи був бригадир тракторної бригади І. В. Кулик. За успіхи у розвитку сільського господарства в 1966 році йому присвоєно звання Героя Соціалістичної Праці. Кунчанська комплексна бригада у 1968 році виростила по 523 центнери цукрових буряків з кожного гектара на площі 407 гектарів.

### Незалежна Україна
З 24 серпня 1991 року село входить до незалежної України.
Колгосп імені Щорса в січні 1993 року перетворено у колективне сільськогосподарське підприємство «Світанок».
В березні 1998 року проведено розпаювання землі й утворено кооператив «Кунчанський». 
У 1999 році на території сільради утворено 7 фермерських господарств із земельними ділянками по 10-15 гектарів, 68 землевласників приєдналися із своїми земельними паями до кооперативу «Україна», 15 землевласників — до підприємства «Агропослуги».
Через 35 років у липні 1991 року відновлено роботу Кунчанської сільради. 
В 1993 році приміщення соціальної сфери переведено на опалення природним газом, відновлено радіозв'язок. До послуг населення діє місцева АТС на 100 номерів з виходом на міжміський зв'язок. З 1992 року діє філія Теофіпольського Ощадбанку, відділення поштового зв'язку.
12 червня 2020 року, відповідно до розпорядження Кабінету Міністрів України № 727-р «Про визначення адміністративних центрів та затвердження територій територіальних громад Хмельницької області», увійшло до складу Теофіпольської селищної громади.
19 липня 2020 року, в результаті адміністративно-територіальної реформи та ліквідації Теофіпольського району, село увійшло до складу Хмельницького району.
Розширюється торговельна сфера. За останні роки, крім магазинів споживчої кооперації, відкрито ще 2 торговельні точки підприємців.
У Кунчі діє фельдшерсько-акушерський пункт, у якому працює два медичних працівники. 1947 року початкову школу перетворено у семирічну, а 1961 року — у восьмирічну. Тепер у загальноосвітній школі І-ІІ ступенів навчається 105 учнів, працює 20 учителів, із них 13 з вищою освітою. В шкільній бібліотеці — понад 6,5 тисячі підручників та інших книг.
У селі працює клуб, бібліотека. В сільському клубі часто відбуваються урочисті реєстрації шлюбів з участю виступів гуртків художньої самодіяльності. Стали традиційними новорічні і різдвяні поздоровлення, святкування обжинків, Івана Купала. Фондом сільської бібліотеки (12,8 тисячі книг) користуються понад 200 читачів. У кожній хаті — телевізор, багато громадян придбали легкові автомашини ї мотоцикли. 90 сімей щомісячно отримують державну соціальну допомогу. При сільській раді діє соціальна служба. її працівники турбуються про одиноких пристарілих громадян, допомагають їм виконувати домашню роботу, роботу по господарству, надають інші послуги.

## Населення

### Мова
Розподіл населення за рідною мовою за даними :
| Мова            | Кількість | Відсоток |
| --------------- | --------- | -------- |
| українська      | 780       | 97.87%   |
| російська       | 6         | 0.75%    |
| вірменська      | 5         | 0.63%    |
| білоруська      | 2         | 0.25%    |
| інші/не вказали | 4         | 0.50%    |
| Усього          | 797       | 100%     |